# اشتباكات 2023 في شمال سوريا
ابتداءً من 10 يونيو 2023، شنت القوات المسلحة التركية حملة من الضربات الجوية والبرية استهدفت قوات سوريا الديمقراطية والجيش السوري في شمال سوريا. في 13 يونيو، أعلن اتحاد المجتمعات الكردستانية تعليق وقف إطلاق النار من جانب واحد الذي فرضه في أعقاب زلزال تركيا وسوريا عام 2023. كما امتدت الضربات التركية إلى القوات المسلحة الروسية في سوريا، مما أسفر عن مقتل جندي روسي وإصابة 4 آخرين.

## اشتباكات
في 10 يونيو، أدت غارة جوية تركية بدون طيار على سيارة إلى مقتل ثلاثة مقاتلين من قوات سوريا الديمقراطية، من بينهم قائد، وإصابة اثنين آخرين في بلدة أهداس شمال محافظة حلب.
في 11 يونيو، أصابت الصواريخ التي أطلقت من الأراضي التي تسيطر عليها الحكومة الكردية والسورية قاعدتين تركيتين في شمال حلب، دون التسبب في أي إصابات.
وفي 12 يونيو، قُتل جندي روسي وأصيب أربعة آخرون بجروح خطيرة بعد أن استهدفت المدفعية التركية مركبتهم على الطريق الذي يربط هيربل مع معرة أم حوش في شمال حلب. في وقت لاحق من ذلك اليوم، قُتل اثنان من مقاتلي قوات سوريا الديمقراطية وأصيب خمسة مدنيين بعد غارة تركية بطائرة بدون طيار على بلدة كوباني.
في 13 يونيو، قُتل ثلاثة جنود سوريين في قصف مدفعي تركي بالقرب من بلدة العقيبة، بينما دمرت غارة تركية بطائرة بدون طيار دبابة للجيش السوري وأصابت ثلاثة جنود بالقرب من بلدة بيلونيا في نفس اليوم. وفي ريف منبج، قُتل عنصران من قوات سوريا الديمقراطية وأصيب ثلاثة آخرون بغارتين منفصلتين لطائرات مسيرة تركية.
في 14 يونيو، أدت غارة جوية تركية بدون طيار إلى مقتل خمسة جنود سوريين وإصابة ستة آخرين بالقرب من بلدة تل رفعت، بينما أصيب اثنان آخران بقصف مدفعي. وفي اليوم نفسه، أدت غارات طائرات بدون طيار تركية وقصف مدفعي بالقرب من قرى العقيبة والدندانية والصياد إلى مقتل تسعة مقاتلين من قوات سوريا الديمقراطية وإصابة اثنين آخرين، في حين استهدف هجوم منفصل بطائرة بدون طيار سيارة كانت تسير على طريق القامشلي- المالكية مما أسفر عن مقتل أربعة من قوات سوريا الديمقراطية، وإصابة ثلاثة آخرين.

## ما بعد الكارثة
في 19 يونيو، نشر الجيش السوري تعزيزات، بما في ذلك الدبابات والمدفعية ومئات من القوات من الحرس الجمهوري، إلى مدينتي منبج وأريما.

## تفاعلات
تركيا: أصدرت وزارة الدفاع التركية بيانًا قالت فيه إنها شنت عملية واسعة النطاق ردًا على قصف الأراضي التركية وأنها "تحييد" 41 إرهابيًا.
وكالة أنباء الأناضول: أعلن اتحاد المجتمعات الكوردستانية، عن إنهاء وقف إطلاق النار الأحادي الجانب الذي أعلنه بسبب تصاعد الهجمات التركية.